# آرایه تک‌نماد
آرایه تک‌نماد یا آرایه تک‌آزرد یا آرایه تک‌سنخ یا آرایه تک‌نمونه (Monotypic taxon) در  زیست‌شناسی، آرایه‌ای است که تنها یک زیرمجموعه در طبقه پایین خود داشته باشد. بنابراین آن زیرمجموعه، تنها نمایندهٔ این آرایه بوده و منحصر به فرد یا بی‌همتا است.
یک گونه تک نمونه، هیچ  زیرگونه‌ای ندارد. در طبقه سرده گاه عبارت «تک‌گونه» (unispecific) استفاده می‌شود.